# Halva mitt hjärta
Halva mitt hjärta är ett studioalbum från 1989 av det svenska dansbandet Thorleifs. Några låtar är på engelska.

## Låtlista
1. "Tjo och tjim"
2. "Halva mitt hjärta"
3. "Muskler i vila"
4. "Kärleken förändrar allt" ("Love Changes Everything")
5. "Sista kvällen"
6. "Så jag tog gitarren"
7. "Det finaste av allt"
8. "Spar dina tårar"
9. "Vi såg tusen stjärnor"
10. "The Great Pretender"
11. "Vild och kär"
12. "Ingen saknar mig i morgon"
13. "Rosor doftar alltid som mest (när det skymmer)"
14. "En dag i juni" ("Safe in My Garden")
15. "När kärleken blommar"
16. "Swing 'n' rock-potpurri"